# Eudyptula
Eudyptula là một chi chim trong họ Spheniscidae.

## Hình ảnh

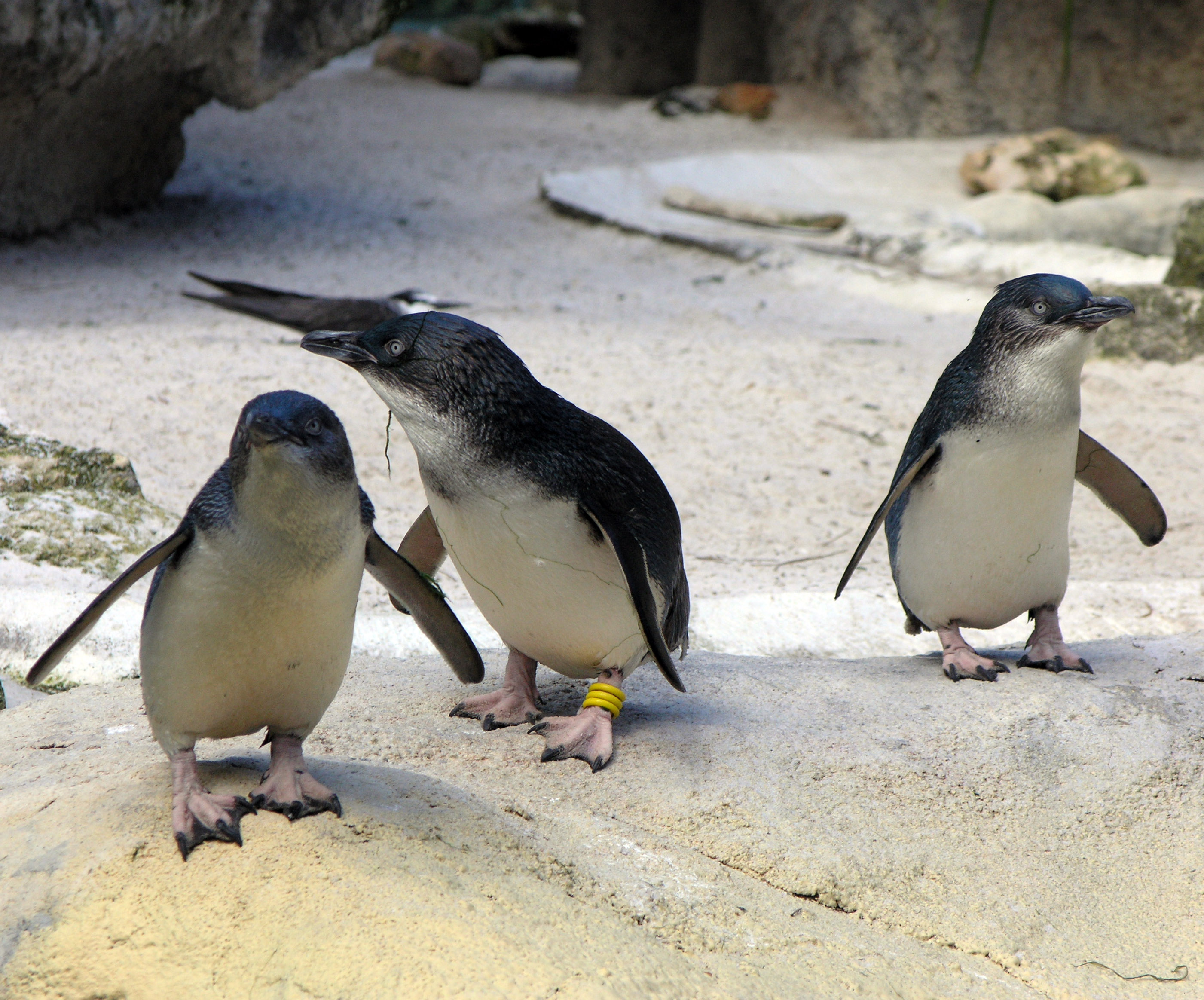
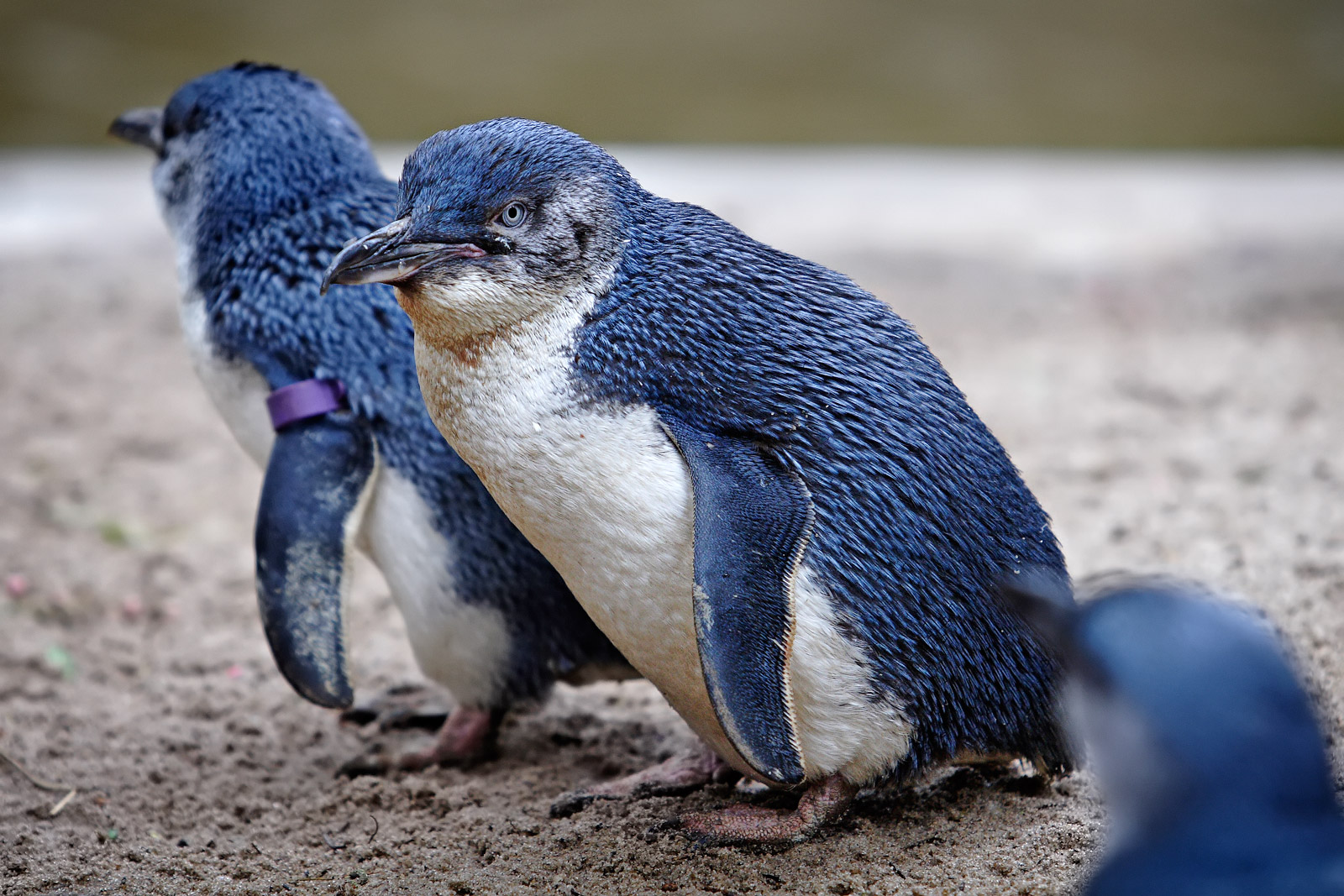

## Các loài
- Eudyptula albosignata
- Eudyptula minor